# Julius Leber

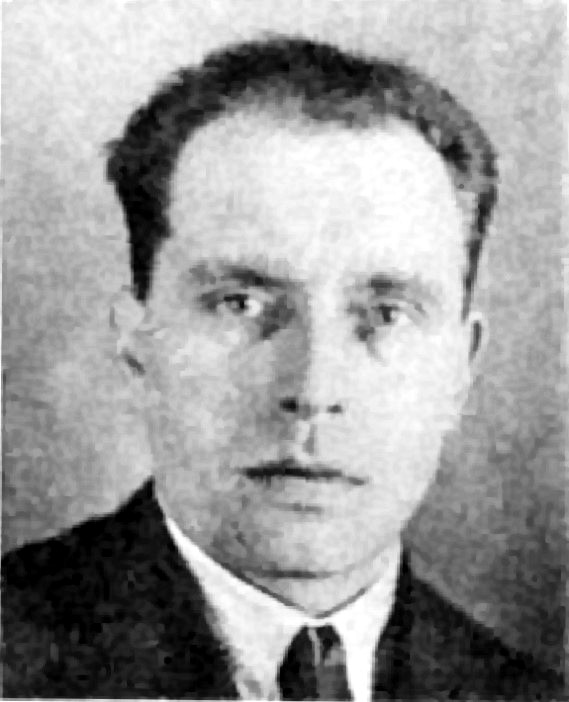
Julius Leber in den frühen 1920er Jahren

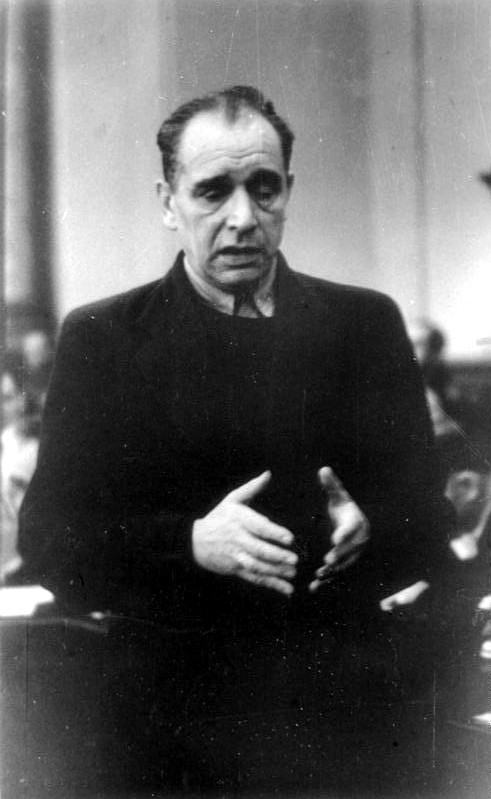
Julius Leber im Volksgerichtshof (vermutlich am 20. Oktober 1944)

Julius Leber (auch Jules; * 16. November 1891 in Biesheim, Elsass; † 5. Januar 1945 in Berlin-Plötzensee) war ein deutscher SPD-Politiker, Reichstagsabgeordneter und Widerstandskämpfer gegen den Nationalsozialismus.

## Leben
Julius Leber wurde als nichtehelicher Sohn von Katharina Schubetzer geboren und später von deren Ehemann, dem Maurer Jean Leber, adoptiert. In der Jugend wurde Julius Leber entscheidend geprägt von seinem Großvater, der Frankreich zugeneigt war. Demgemäß trat er für die Autonomie des 1871 beim Frieden von Frankfurt zum Deutschen Reich gekommenen Elsaß-Lothringen ein. Durch die Fürsprache des Ortsgeistlichen kam er 1902 auf die Höhere Bürgerschule (heute: Martin-Schongauer-Gymnasium Breisach) im badischen Breisach, 1908 schloss Leber dort seine Schulausbildung mit der Mittleren Reife ab und absolvierte dann eine kaufmännische Ausbildung in einer Tapetenfabrik in Breisach. Ab 1910 besuchte er in Freiburg im Breisgau die Unterprima der Oberrealschule und schrieb nebenbei Zeitungsberichte. Außerdem gab er Nachhilfeunterricht, um seine Ausbildung zu finanzieren. Bereits als Schüler trat er im Jahre 1912 der SPD bei.
Nach dem Abitur 1912 studierte Leber in Straßburg Nationalökonomie und Geschichte. Im Wintersemester 1912/13 trat er dem Katholischen Studentenverein Rheno-Frankonia (später Rheinpfalz Köln im KV) bei, wurde dort aber im Sommersemester wegen des Verstoßes gegen das Prinzip fides („Treue“) ausgeschlossen. Ab dem Wintersemester 1913/14 studierte er an der Albert-Ludwigs-Universität Freiburg.
1914 meldete sich Leber freiwillig zum Kriegsdienst. Als Soldat wurde er zweimal verwundet und erlitt eine Gasvergiftung. Er wurde 1915 zum Leutnant und Batteriechef bei der Feldartillerie befördert und mit dem Eisernen Kreuz 2. und 1. Klasse ausgezeichnet. Leber diente nach Kriegsende, wiederum als Batteriechef, in der Reichswehr bei Grenzschutztruppen im Osten. Beim Kapp-Putsch 1920 stellte er sich mit seiner Einheit von Belgard aus auf die Seite der Republik. Danach wurde er – unter Protest – aus der Reichswehr entlassen. Nach anschließendem weiterem Studium wurde er 1920 an der Universität Freiburg zum Dr. rer. pol. promoviert.
1921 wurde Leber Chefredakteur des sozialdemokratischen Lübecker Volksboten – für den Anfang der dreißiger Jahre auch Willy Brandt, damals noch Schüler, schrieb – und war in der Zeit von 1921 bis 1933 Mitglied der Lübecker Bürgerschaft. Er war erklärter Gegner des deutschnational eingestellten Lübecker Bürgermeisters Johann Martin Andreas Neumann. Mit einer mehrjährigen Kampagne gegen ihn führte er 1926 dessen Rücktritt herbei. Das war Voraussetzung für die Wahl von Paul Löwigt zum ersten sozialdemokratischen Bürgermeister Lübecks. Als Reichstagsabgeordneter der SPD von 1924 bis 1933 befasste sich Leber vor allem mit der Wehrpolitik. Dabei rückte er mehr und mehr von den marxistischen Theorien ab und gehörte zum Reformflügel seiner Partei. Am 21. November 1927 heiratete er in Lübeck Annedore Rosenthal, die Tochter des Direktors des Katharineums, Georg Rosenthal. Leber war Mitglied des Reichsbanners Schwarz-Rot-Gold und gehörte dem reformorientierten Freimaurerbund Zur aufgehenden Sonne an.
Beim Fackelzug zur Ernennung Adolf Hitlers zum Reichskanzler am 31. Januar 1933 kam es zu Zusammenstößen zwischen NSDAP, SA, SS, Stahlhelm und dem Preußischen Landeskriegerverband einerseits und den Mitgliedern des Reichsbanners sowie der Antifaschistischen Aktion andererseits. In den Morgenstunden des 1. Februar 1933 gab es weitere Straßenkämpfe zwischen Reichsbanner und einer SA-Gruppe. Dabei stach Lebers Reichsbanner-Leibwächter Willi Rath den SA-Marinesturmmann Rudolf Brügmann nieder, der diesen Verletzungen erlag. Unter Missachtung seiner Immunität als Mitglied des Reichstags wurde Leber verhaftet, was zu großen Demonstrationen der Eisernen Front am 14. und 19. Februar 1933 führte. Rath wurde später zu einem Jahr Gefängnis verurteilt.

## Verfolgung und Widerstand
Am 23. März 1933 wurde Leber erneut verhaftet. Er verbrachte die Untersuchungshaft in Lübeck, Schwerin und im Zuchthaus Dreibergen. Ende Mai wurde er zu 20 Monaten Gefängnisstrafe verurteilt, im September folgte der Haftantritt im Lübecker Gefängnis Lauerhof. Im Januar 1934 verlegte man Leber nach Wolfenbüttel, wohl auch um seiner Frau Annedore Besuche zu erschweren. Statt der Entlassung folgte im Frühjahr 1935 die Schutzhaft, zunächst im KZ Esterwegen. Bei dessen Auflösung im Sommer 1936 wurde Leber ins neu errichtete KZ Sachsenhausen verlegt. Erst am 5. Mai 1937 kam er frei und ging nach Berlin, wo seine Frau inzwischen ein Schneidereigeschäft betrieb.
Leber arbeitete im Widerstand, getarnt als Mitarbeiter einer Kohlenhandlung in der Torgauer Straße (siehe Rote Insel), und wurde hier unter anderem von Gustav Dahrendorf, Ernst von Harnack und Ludwig Schwamb unterstützt.
1940 suchte er Kontakt zur Wehrmachtsführung und lernte Claus Graf Schenk von Stauffenberg kennen. Er hatte in der Folgezeit Kontakt zu Carl Friedrich Goerdeler und zum Kreisauer Kreis um Helmuth James Graf von Moltke. In den Putschplänen des Kreises um Stauffenberg war Leber als Innenminister vorgesehen. Fritz-Dietlof Graf von der Schulenburg setzte sich für ihn als zukünftigen Kanzler ein. Sein bürgerlicher Mitverschwörer Hans Bernd Gisevius betrachtete ihn dagegen als zu weit links stehend. So pflegte Leber z. B. Kontakte zu aus dem Zuchthaus und der Strafdivision 999 entlassenen Mitgliedern der linkssozialistischen Widerstandsgruppe Roter Stoßtrupp.
Leber wurde bereits am 5. Juli 1944, also vor dem gescheiterten Attentat vom 20. Juli 1944, von der Gestapo verhaftet. Ende Juni 1944 hatte er zusammen mit Adolf Reichwein an einer Besprechung mit drei hochrangigen Vertretern der Saefkow-Jacob-Bästlein-Organisation teilgenommen, unter denen sich der Gestapo-Spitzel Ernst Rambow befand. Am 20. Oktober fand vor dem Volksgerichtshof ein Schauprozess gegen Leber, Adolf Reichwein, Hermann Maaß und Gustav Dahrendorf statt. Leber wurde zum Tode verurteilt, das Urteil am 5. Januar 1945 im damaligen Strafgefängnis Berlin-Plötzensee vollstreckt.
Sein Grab befindet sich auf dem Waldfriedhof Zehlendorf. Die Grabstätte in der Abt.XVI-W-701/702 gehört zu den Ehrengräbern des Landes Berlin.

## Ehrungen
Die Julius-Leber-Kaserne in Berlin-Wedding, die Julius-Leber-Brücke in Berlin-Schöneberg samt gleichnamigem S-Bahnhof, die angrenzende Leberstraße, die Julius-Leber-Brücke zwischen Breisach am Rhein (Deutschland) und Vogelgrun (Frankreich) sowie die Julius-Leber-Kaserne in Husum sind nach ihm benannt. In Essen befindet sich das Julius-Leber-Haus, welches als Bildungszentrum, Alten- und Jugendtreff dient. Die Julius-Leber-Schule, eine Stadtteilschule in Hamburg-Schnelsen hat über ihn eine Ausstellung, des Weiteren tragen die Grund- und Gemeinschaftsschulen in Breisach und Lübeck, eine Schule in Frankfurt am Main und eine Integrierte Sekundarschule in Berlin-Reinickendorf den Namen Julius Lebers.
Seit 1992 erinnert in Berlin in der Nähe des Reichstags eine der 96 Gedenktafeln für von den Nationalsozialisten ermordete Reichstagsabgeordnete an Leber.
Das Regionalbüro der Friedrich-Ebert-Stiftung für die Bundesländer Bremen, Hamburg und Schleswig-Holstein trägt seit 1995 den Namen Julius-Leber-Forum.
Eine Julius-Leber-Straße findet sich u. a. in Aalen, Aschaffenburg, Bad Segeberg, Baesweiler, Bielefeld, Bonn-Duisdorf, Braunschweig-Kanzlerfeld, Bremen, Diepholz, Donaueschingen, Frankfurt am Main, Göttingen, Gütersloh, Hachenburg, Hamburg-Altona, Hanau, Hürth, Kiel, Koblenz, Köln-Longerich, Kranenburg, Leverkusen-Alkenrath, Lübeck, Lüneburg, Meckenheim, Memmingen, Merzig, Moers, Monheim am Rhein, Mülheim an der Ruhr, Münster, Neuss, Neustadt am Rübenberge, Nordhorn, Nürnberg, Oldenburg (Oldb), Paderborn, Regensburg (Ortsteil Burgweinting), Remscheid, Salzgitter, Soltau, Speyer, Stralsund, Varel, Wesel und Dr.-Leber-Straße in Wismar, in Lübeck die Dr.-Julius-Leber-Straße, in Erfurt, Krailling und Schongau ein Julius-Leber-Ring und in Hildesheim der Julius-Leber-Grund. In Ellwangen (Jagst), Essen (Stadtteil Horst), Hannover (Stadtteil Mühlenberg), Itzehoe, Ulm (Stadtteil Böfingen), Wedel und in Wilhelmshaven (Stadtteil Altengroden) existiert ein Julius-Leber-Weg. In Bremerhaven befindet sich im Stadtteil Leherheide der Julius-Leber-Platz und in Dortmund-Aplerbeck die Leberstraße.
Die ehemalige Kohlenhandlung Lebers existiert heute nicht mehr, da das Gelände 1944 von einer Bombe getroffen wurde. Die Baracke, die heute noch auf dem Gelände steht, ist ein von Annedore Leber in den 50er Jahren in Auftrag gegebener und seitdem mehrfach veränderter und erweiterter Bau. Der Abriss des Gebäudes konnte verhindert werden. Ein Arbeitskreis, dem der Stadtteilladen Schöneberg, die Geschichtswerkstatt und weitere Anwohner angehören, setzt sich für eine Gedenkstelle an diesem Ort ein. Am Beispiel von Annedore und Julius Leber soll der Widerstand gegen den Nationalsozialismus nachvollziehbar werden.

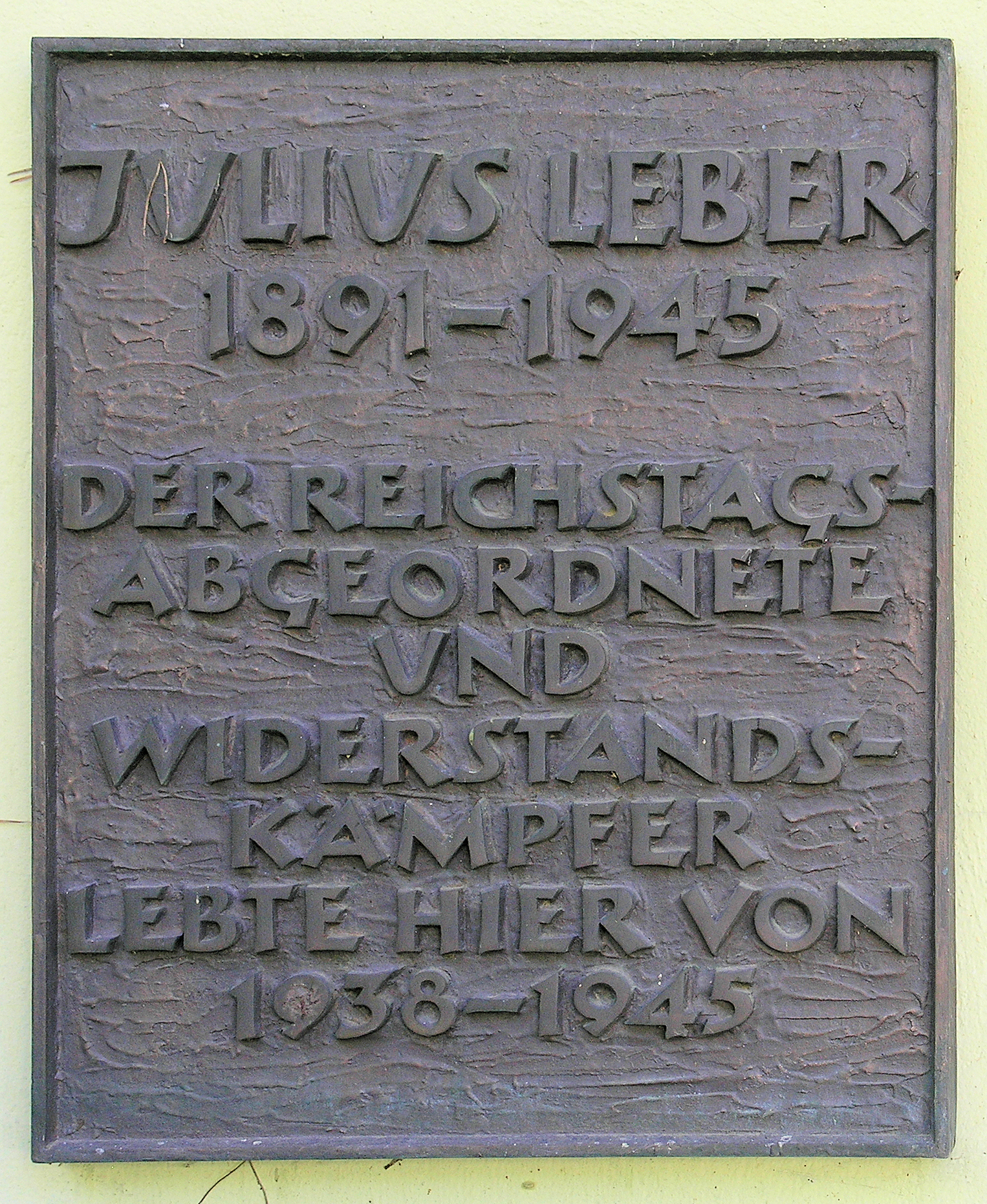
Gedenktafel am Haus Eisvogelweg 71 in Berlin-Zehlendorf
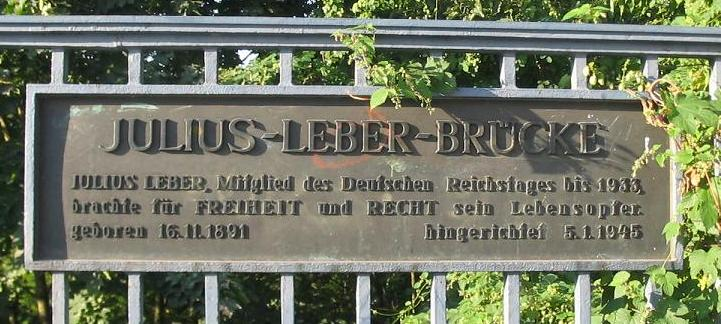
Gedenkschrift an der Leberbrücke im Kiez Rote Insel in Berlin-Schöneberg
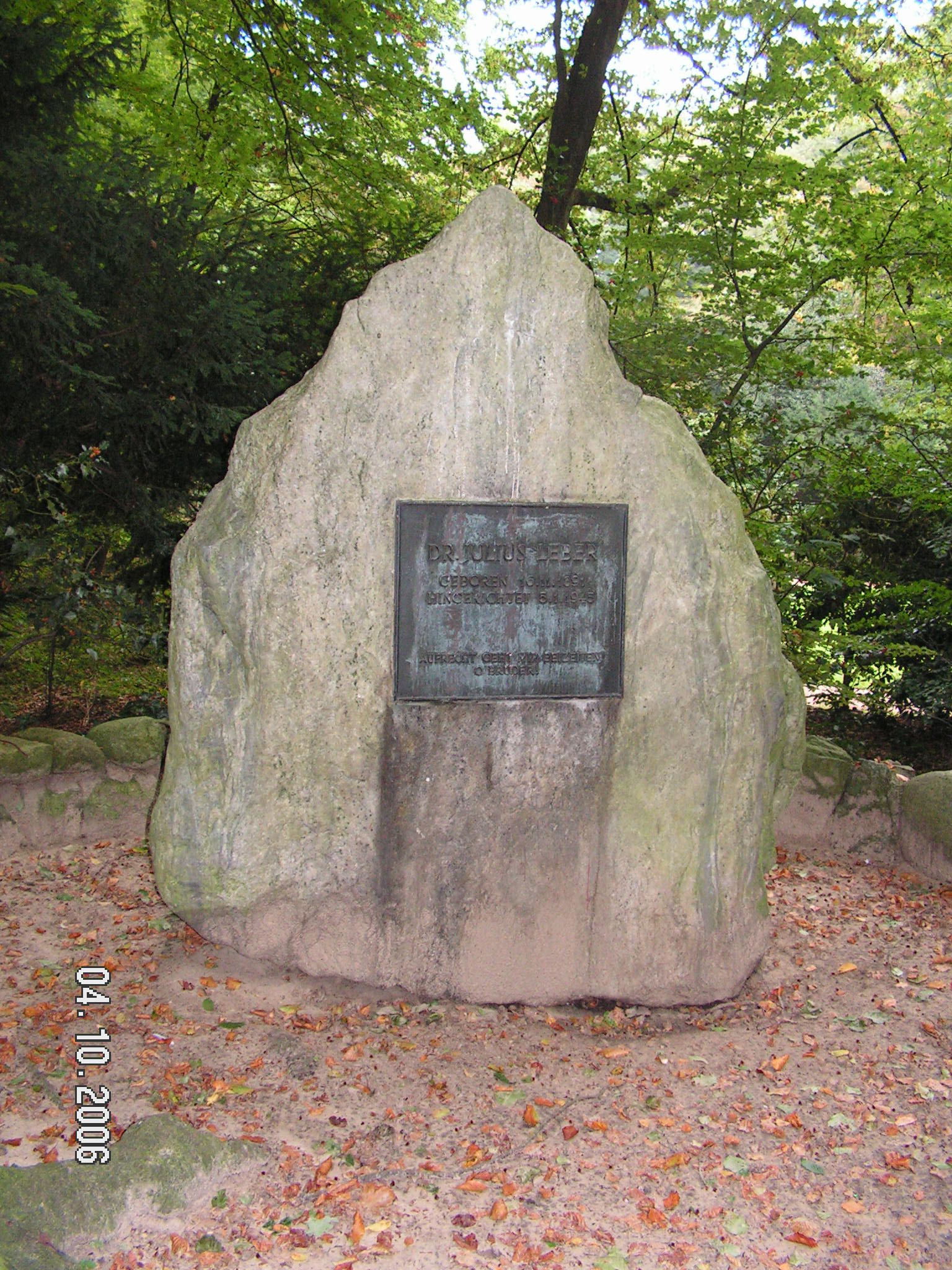
Gedenkstein auf dem Lübecker Ehrenfriedhof
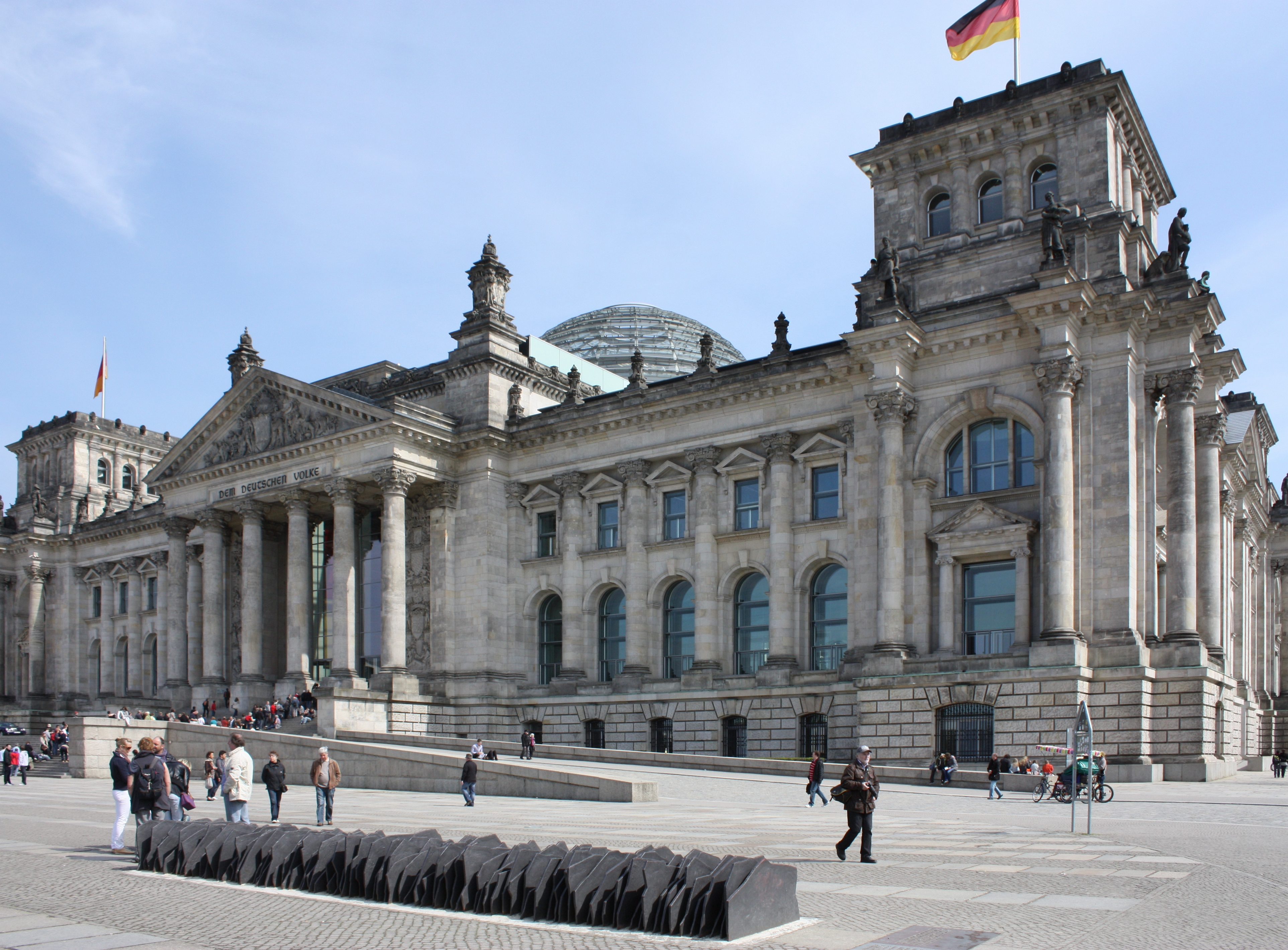
Gedenktafeln am Reichstag
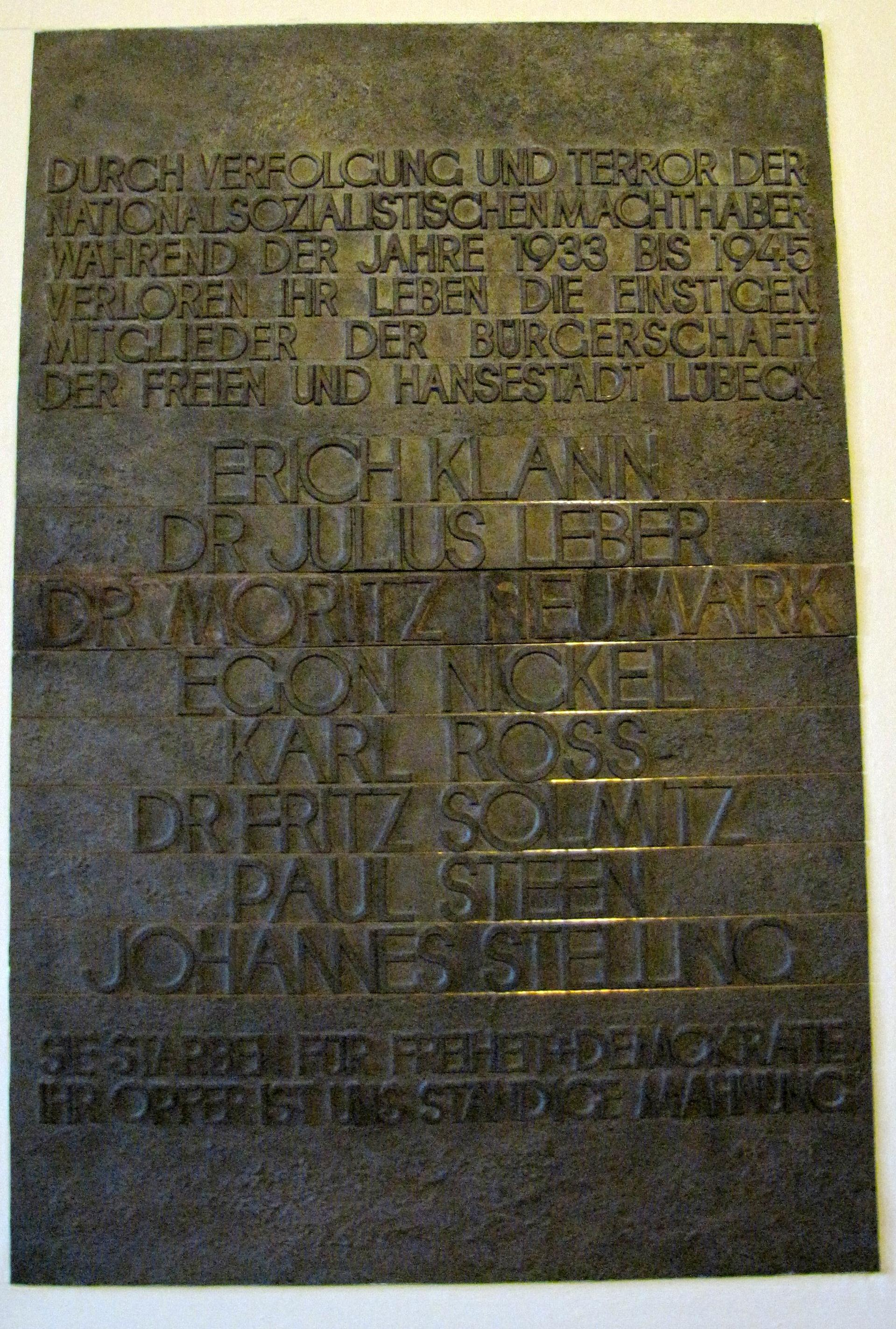
Gedenktafel im Lübecker Rathaus
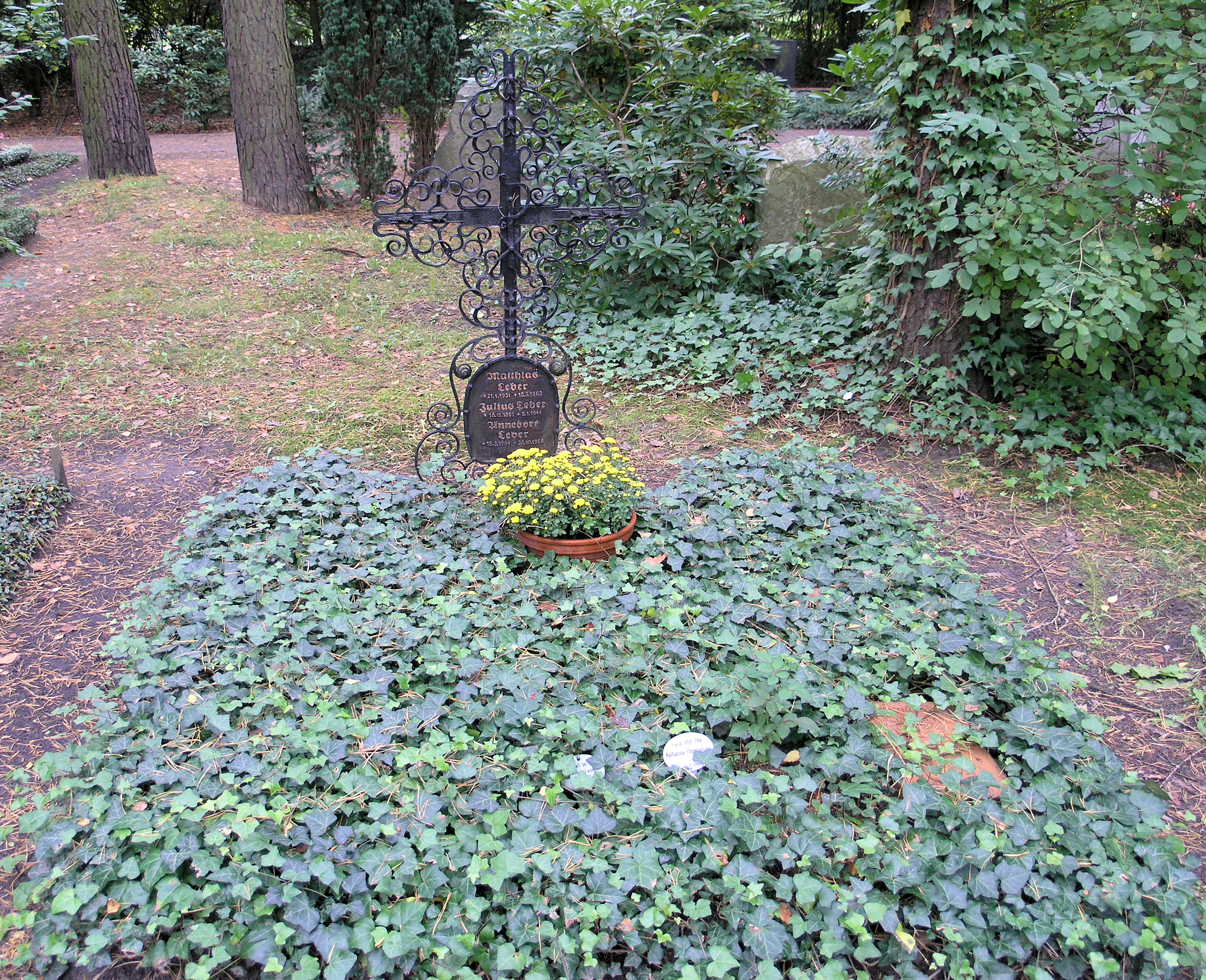
Grab von Leber